# Ada Louise Huxtable
Pour les articles homonymes, voir Huxtable.
Ada Louise Huxtable, née le 14 mars 1921 à New York et morte le 7 janvier 2013 dans la même ville, est une journaliste et critique d'architecture américaine. Impliquée dans le mouvement moderne, elle fut chargée de la chronique d'architecture du New York Times durant vingt ans. Elle reçoit le prix Pulitzer en 1970 pour son travail et est considérée comme la première critique journalistique à avoir travaillé à temps plein pour un journal aux États-Unis.

## Biographie
Diplômée de l'Institut of Fine Arts de New York, Ada Louise Huxtable intègre la rédaction du New York Times en 1963 où elle tient la chronique architecture. À cette époque, elle s'intéresse de près à l'architecture moderne, qui est alors le mouvement prédominant depuis la fin de la Seconde Guerre mondiale, et commente le travail de nombreux architectes, comme Edward Durell Stone, auteur du John F. Kennedy Center for the Performing Arts à Washington.
Partisane de la préservation du patrimoine sans s'opposer à la modernité, Ada Louise Huxtable perçoit l'architecture sous un aspect culturel et environnemental plutôt qu'esthétique. De fait, elle invitait ses lecteurs à considérer les bâtiments comme « une déclaration publique dont la forme et l'emplacement ont de réelles conséquences sur les voisins et les occupants. »
Selon David W. Dunlap, « Elle n’avait que faire de la banalité, de la monotonie, de l’artifice ou de l’ostentation. Elle pouvait être éloquente et impertinente, voire sarcastique. En apparence mesurée, elle ne s’empêchait pas de comparer par écrit un mauvais bâtiment américain avec les excès totalitaires d’Hitler, de Mussolini ou de Staline. »
Ada Louise Huxtable quitte le New York Times en 1982 et devient chroniqueuse d'architecture pour The Wall Street Journal de 1997 jusqu'au début des années 2000. Son mari, le designer industriel  L. Garth Huxtable, meurt en 1989.
Elle est l'auteur de onze livres, dont Four Walking Tours of Modern Architecture in New York City en 1961, une étude sur les gratte-ciels en 1984 et une biographie de Frank Lloyd Wright.
Elle meurt le 7 janvier 2013 âgée de 91 ans.

## Ouvrages
- Frank Lloyd Wright: A Life (2008)  (ISBN 9780143114291)
- On Architecture: Collected Reflections on a Century of Change (2008)  (ISBN 9780802717078)
- The Unreal America: Architecture and Illusion (1999)  (ISBN 9781565840553)
- The Tall Building Artistically Reconsidered, a history of the skyscraper (1993)[2]  (ISBN 9780394537733)
- « Will They Ever Finish Bruckner Boulevard?, a collection of material appearing » in The New York Times (1989)[2]
- Kicked A Building Lately? (1989)  (ISBN 9780520062078)
- Architecture, Anyone? Cautionary Tales of the Building Art (1988)  (ISBN 9780394529097)
- Goodbye History, Hello Hamburger: An Anthology of Architectural Delights and Disasters (1986)  (ISBN 9780891331193)